# Im Sang-soo
Im Sang-soo (hangul: 임상수; Seúl, 27 de abril de 1962) es un director de cine y guionista surcoreano. Compitió en dos ocasiones por la Palma de oro en el Festival Internacional de Cine de Cannes, con The Housemaid en 2010 y The Taste of Money en 2012.

## Biografía
Nacido a Seúl en 1962, estudió Sociología en la Universidad Yonsei, graduándose en 1986. Más tarde, pasó a la Academia Coreana de Artes Cinematográficas (KAFA), donde se graduó en 1989. Comenzó a trabajar como asistente de dirección de Park Jeong-won en la película Kuro Arirang, casualmente también la primera película del actor Choi Min-sik. También trabajó como asistente de dirección de Kim Young-bin en Gim-ui jeonjaeng (Kim's War, 1994). En 1995, escribió el guion de Yeongwonhan jeguk (The Eternal Empire o El imperio eterno), trabajo que le valió un premio cinematográfico coreano.
En 1998 consiguió su primer trabajo como director en la película Chunyudleui jeonyuksiksah (Girls' Night Out), un drama sobre tres mujeres coreanas, causó una controversia tras su lanzamiento debido al diálogo franco y sexualmente impulsado y ha recibido críticas mixtas, casi polarizadas.
Después vino Nunmul (Tears), un duro drama sobre la vida de cuatro adolescentes fugitivos en Seúl. Pasé cinco meses en el distrito de Garibong-dong de Seúl entre adolescentes sin hogar que habían huido antes de escribir el guion de la película. Fue filmada en 2000 en miniDV para ahorrar presupuesto. Para lograr un mayor realismo, optó por utilizar actores aficionados.
Good Lawyer's Wife de 2003 fue la primera película de Im en alcanzar el # 1 en la taquilla de Corea del Sur, gracias en gran parte a la sugerente campaña de póster y tráiler centrada en la estrella Moon So-ri, que llegó al filme una vez retirado Kim Hye-soo para seguir una carrera televisiva. Esta película también se proyectó en el programa principal de competición del Festival Internacional de Cine de Venecia de 2003.
En 2005 presentó, como guionista y director, la controvertida Geuttaegeusaramdeul (The President's Last Bang), de 2005, una película sobre la noche en la que el presidente Park Chung-hee fue asesinado por el director de la CIA Coreana (Korean Central Intelligence Agency, KCIA). La controversia comenzó antes de que la película viera la luz pública, cuando la familia del presidente Park demandó a MK Pictures por su contenido. Una corte coreana ordenó la supresión de 3 minutos y 50 segundos de archivo documental de la película porque se consideró que el material de archivo podría confundir a la audiencia a pensar que la película estaba basada en la cruda realidad, lo que Im admitió que no era cierto. Sin embargo, la sentencia fue apelada y finalmente revocada en 2006 de acuerdo con la legislación de libertad de expresión para la representación de figuras históricas públicas.
La siguiente en la serie de películas controvertidas de Im fue , sobre la noche en que el presidente Park Chung-hee fue asesinado por su director de la KCIA. La controversia comenzó antes de que fuera lanzada al público (ya se había realizado una proyección de prensa), con la familia del presidente Park demandando a MK Pictures por el contenido de la película. Un tribunal coreano ordenó la eliminación de 3 minutos y 50 segundos de metraje documental de la película, ya que se pensó que el metraje documental podría confundir al público haciéndolo pensar que la película se basaba en hechos concretos, lo que, admito, no es el caso.
The Old Garden, la quinta película de Im, se estrenó en cines en otoño de 2006. Debutó en el Festival de Cine de San Sebastián 2006. Su película de 2010, The Housemaid, compitió por la Palma de Oro en el Festival de Cine de Cannes de 2010. [2] En 2012, The Taste of Money compitió por la Palma de Oro en el Festival de Cine de Cannes de 2012. 
Su última película Hebeun: haengbogui nararo (Heaven: To the land of Happiness) fue seleccionada para ser proyectada en la edición 2020 del Festival de Cannes. En un inicio pretendía ser una versión de la película alemana de 1997 Knockin' on Heaven's Door, pero esta película terminó siendo una inspiración ya que el director cambió muchos aspectos hasta el punto de escribir un nuevo guion.

## Filmografía

### Actor
- Naui Jeolchin Akdangdeul | Intimate Enemies (2015) - Vicepresidente

### Director
- Hebeun: haengbogui nararo | Heaven: To the Land of Happiness (2019)
- Baem-pa-i-eo-neun U-ri Yeop-jib-e San-da | The Vampire Lives Next Door to Us (2015)
- Naui Jeolchin Akdangdeul | Intimate Enemies (2015)
- Donui Mat | The Taste of Money (2012)
- Hanyeo | The Housemaid (2010)
- Oraedoen Jeongwon | The Old Garden (2007)
- Geuddae geusaramdeul | The President's Last Bang (2005)
- Baramnan Gajok | A Good Lawyer's Wife (2003)
- Nunmul | Tears (2000)
- Chunyudleui jeonyuksiksah | Girls' Night Out (1998)

### Guionista
- Donui Mat | The Taste of Money (2012)
- Hanyeo | The Housemaid (2010)
- Pariui Yeoddeon Han Yeoja | A Woman in Paris (2009)
- Oraedoen Jeongwon | The Old Garden (2007)
- Geuddae geusaramdeul | The President's Last Bang (2005)
- Baramnan Gajok | A Good Lawyer's Wife (2003)
- Nunmul | Tears (2000)
- Chunyudleui jeonyuksiksah | Girls' Night Out (1998)

## Premios
- Mejor Director ("The Housemaid") - 2010 (12th) Cinemanila International Film Festival - diciembre 1-5